# Христиансен, Лев Львович
Лев Львович Христиансен (28 февраля (12 марта) 1910, Псков — 13 октября 1985, Саратов) — советский музыковед, педагог и фольклорист. Заслуженный деятель искусств РСФСР (1956). Кандидат искусствоведения (1958). Член КПСС с 1939 года.

## Биография
Лев Христиансен родился 28 февраля (12 марта) 1910 года во Пскове в семье служащего. В детстве неоднократно переезжал вместе с семьёй, жил в Хвалынске, Аткарске, Саратове, Красноармейске, Покровске. В 1929—1932 году учился в Саратовском музыкальном техникуме. После окончания техникума работал там преподавателем, заведовал отделом народных инструментов. В 1938 окончил историко-теоретический факультет Московской консерватории специальности «история музыки» (класс М. С. Пекелиса).
В 1938—1941 годах работал в Управлении по делам искусств при СНК РСФСР. В 1939 году вступил в ВКП(б). С 1939 по 1941 год работал начальником Отдела музыкальных учреждений Управления по делам искусств при Совнаркоме РСФСР. С 1941 по 1947 год был руководителем различных концертных организаций. В 1943 году основал Уральский народный хор, оставался его художественным руководителем до 1959 года. В 1943—1944 и 1949—1958 годах преподавал историю музыки и народное музыкальное творчество в Уральской консерватории. В 1958 году получил степень кандидата искусствоведения.
В 1959 году переехал в Саратов, и до конца жизни проработал в Саратовской консерватории. С 1959 по 1964 год занимал должность ректора Саратовской консерватории. С 1960 года — доцент кафедры истории музыки, с 1967 года — заведующий отделением руководителей народного хора, с 1977 года — профессор кафедры хорового дирижирования. В 1978 году стал заместителем председателя художественно-методического совета по профессиональным национальным коллективам Министерства культуры РСФСР.
Лев Христиансен занимался изучением музыкальных фольклорных песен на Урале. Выпустил несколько нотных сборников уральских народных песен, опубликовал ряд работ по музыковедению и фольклористике.

## Память
В Саратовской консерватории в память о Христиансене периодически проводятся Всероссийские научные чтения «История, теория и практика фольклора». В 2010 году — к 100-летию со дня его рождения — начал проводиться Открытый Региональный конкурс молодых исполнителей народной песни им. Л. Л. Христиансена. Одна из музыкальных школ Саратова носит имя Л. Л. Христиансена, основным направлением там является фольклорное воспитание.

## Сочинения
- К вопросу об интонационном словаре в русских народных песнях: опыт исследования на материале 151 народных песен, записанных в Свердловской области в период 1943—1948 г. Свердловск: [б. и.], 1948. 80 с. Машинописн.;
- Народные песни Свердловской области, М.-Л., 1950;
- Современное народное песенное творчество Свердловской области. М.: Гос. муз. изд-во, 1954. 155 с.;
- Советы руководителю народного хора. Молотов: Молотовское кн. изд-во, 1955. 28 с.;
- Процесс складывания напева и его многоголосного распева у народных певцов // Вопросы музыкознания. Ежегодник. Вып. 2: 1953—1954. М.: Гос. муз. изд-во, 1955;
- Русские песни из репертуара Уральского народного хора, М., 1960;
- Уральские народные песни / под общ. ред. С. В. Аксюка. М. : Сов. композ., 1961. 220 с.;
- Талант с мастерством не спорят! Круглый стол «СК» // Сов. культура. 1970. 1 сент.;
- Из наблюдений над творчеством композиторов «новой фольклорной волны» // Проблемы музыкальной науки. Вып. 1. М.: Сов. композ., 1972. C. 198—218;
- Ладовая интонационность русской народной песни: исследование. М.: Сов. композ., 1976. 390 с.;
- Работа с народными певцами // Вопросы вокальной педагогики. Вып. 5. М., 1976;
- В гостях у Л. Л. Христиансена: [интервью] // Сов. музыка. 1980. № 4. С. 133—135;
- Встречи с народными певцами. Воспоминания. М., 1984;
- Das Кlassenmäβige, Volksverbundene und Allgemeinmenschliche in der russischen Arbeiter-Folklore // Arbeitshefte Akademie der Кunste der Deutschen Demokratischen Republik, В., 1977 (доп. изд. на рус. яз.: Общенародное и общечеловеческое как классовая сущность рабочего фольклора // Социологические аспекты изучения музыкального фольклора. A.-A., 1978.